# بت كامت
بت كوميت أو (بت كامت) (بالإنجليزية: BitComet)‏، هو برنامج عميل تورنت لتوزيع الملفات بطريقة الند للند. يستخدم بروتكول بت تورنت لمشاركة الملفات، ومكتوب بلغة سي بلس بلس، ويعمل على نظام التشغيل ويندوز.
تتميّز طريقة الند للند بالسرعة في التنزيل، وكذلك يتميز البرنامج بالبحث عن مصادر أكثر للملف. ويمكن عن طريقه أيضًا إنشاء ملفات تورنت ورفعها على أي من التراكرات المتوفرة على الشبكة العنكبوتية. الإصدار الأخير منه هو (الإصدار 1.34)، ويدعم البرنامج 52 لغة منها العربية.
بت كومت يعرض تحميل بلقن "plugin"، الذي يسمح بتبني البروتوكولات الأخرى للند للند، على خلاف التورنت خصوصا الإيدونكي2 "edonkey2" مما يعطيه الخصوصية والسرعة الفائقة بالمقارنة مع العملاء الآخرين.

## وصلات خارجية
- الموقع الرسمي